# Blighty Valley Cemetery
Le Blighty Valley Cemetery est un cimetière militaire de la Première Guerre mondiale, situé sur le territoire de la commune de Authuille, dans le département de la Somme, au nord-est d'Amiens.

## Localisation
Ce cimetière est situé à 1 km au sud du village le long de la D 151. Il est accessible depuis la chaussée par un chemin gazonné d'environ 200 m qui longe le bois d'Authuille.

## Histoire

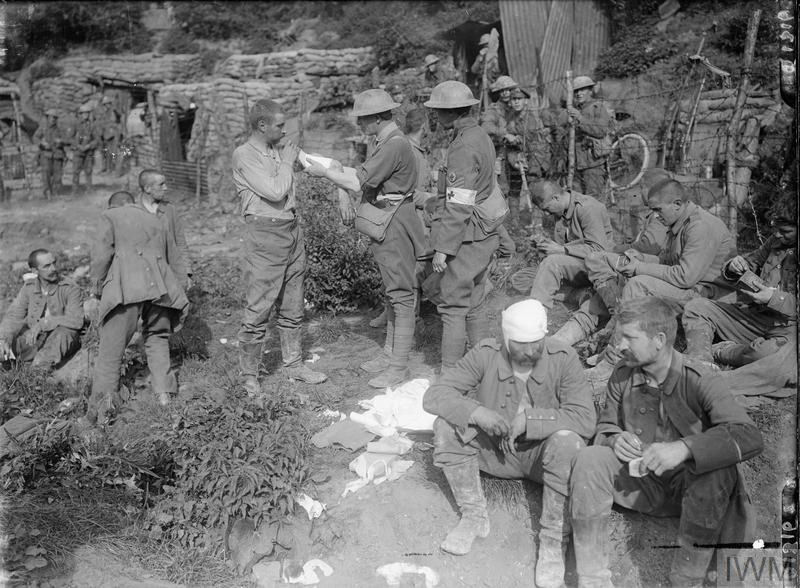
Prisonniers allemands blessés et soldats britanniques au camp de prisonniers de guerre d'Authuille, septembre 1916. © IWM (Q 1316).

Blighty Valley était le nom donné par l'armée britannique à la partie inférieure de la profonde vallée descendant vers le sud-ouest à travers le bois d'Authuille pour rejoindre l'Ancre. Un chemin de fer y fut créé peu après juillet 1916, et ce fut pendant un certain temps une route importante.
Ce cimetière a été commencé au début de juillet 1916, au début de la bataille de la Somme, et utilisé jusqu'au mois de novembre suivant. À l'armistice, il contenait 212 tombes, mais a ensuite été considérablement agrandi lorsque 784 tombes ont été apportées des champs de bataille et des petits cimetières à l'est. La plupart de ces tombes concentrées étaient celles d'hommes tombés le 1er juillet 1916.

## Caractéristiques
Ce cimetière a un plan rectangulaire de 60 m sur 25.
Il est entouré d'un mur de moellons sur 3 côtés et d'une haie d'arbustes.
Le cimetière a été conçu par Sir Herbert Baker.

## Galerie

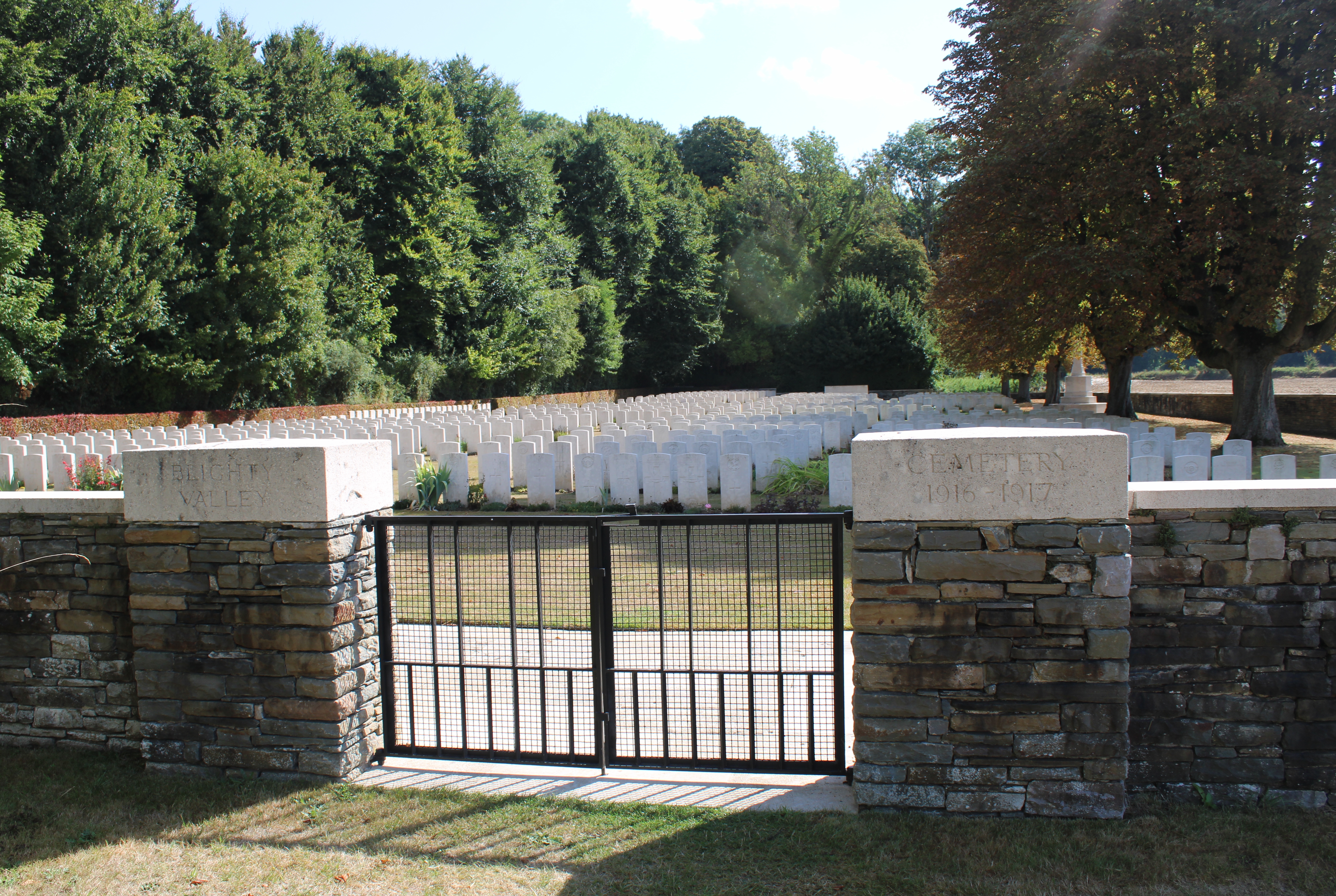
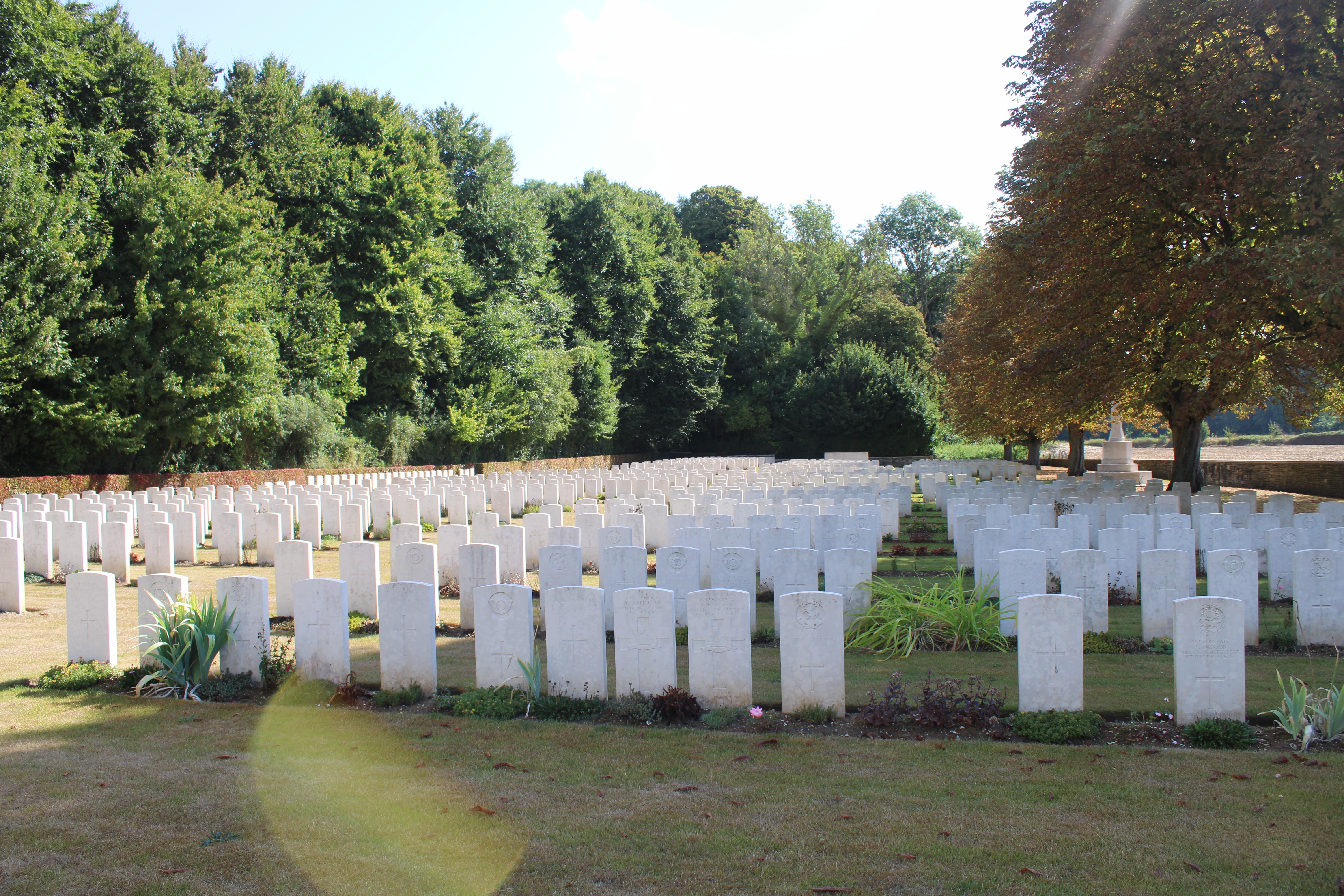
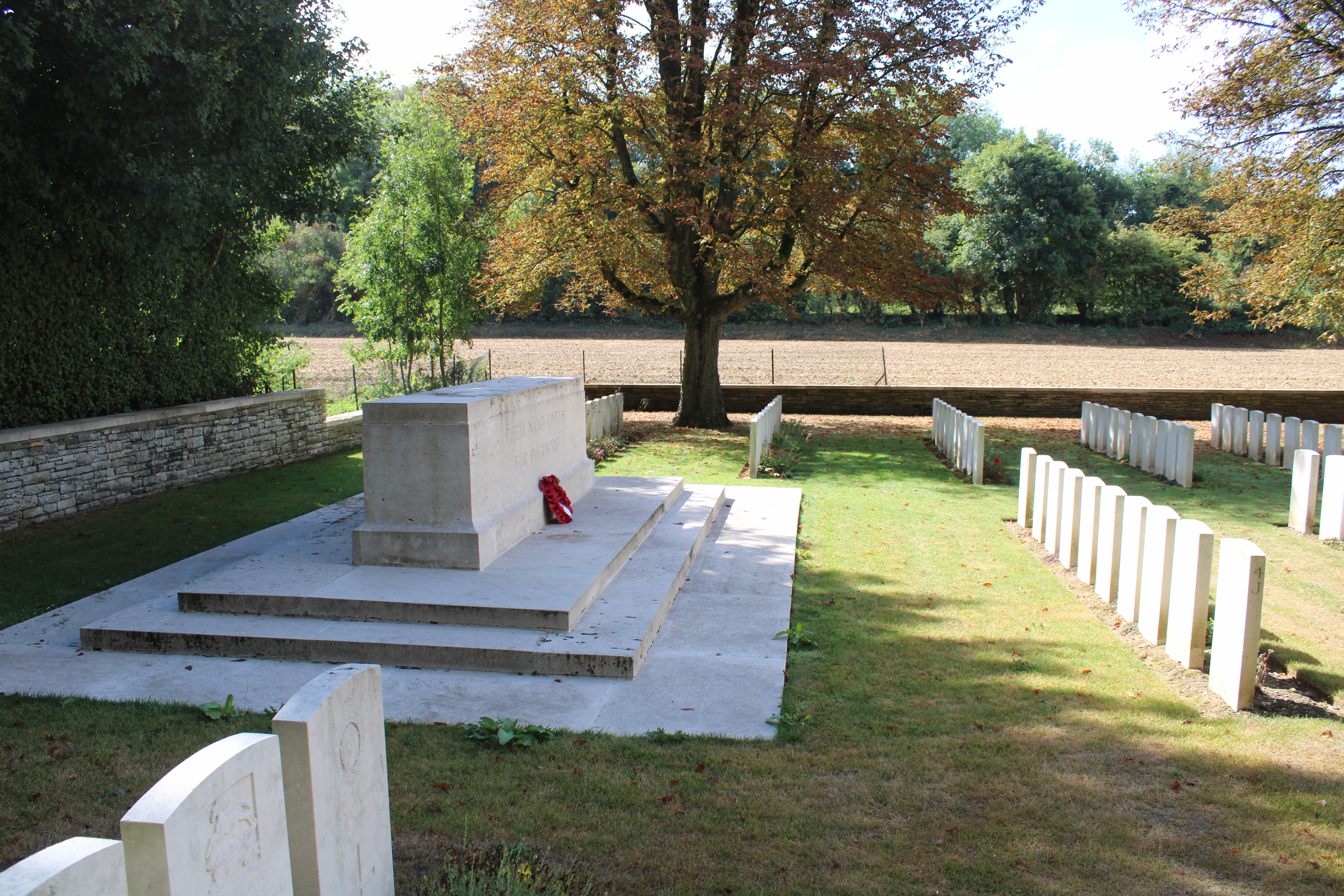
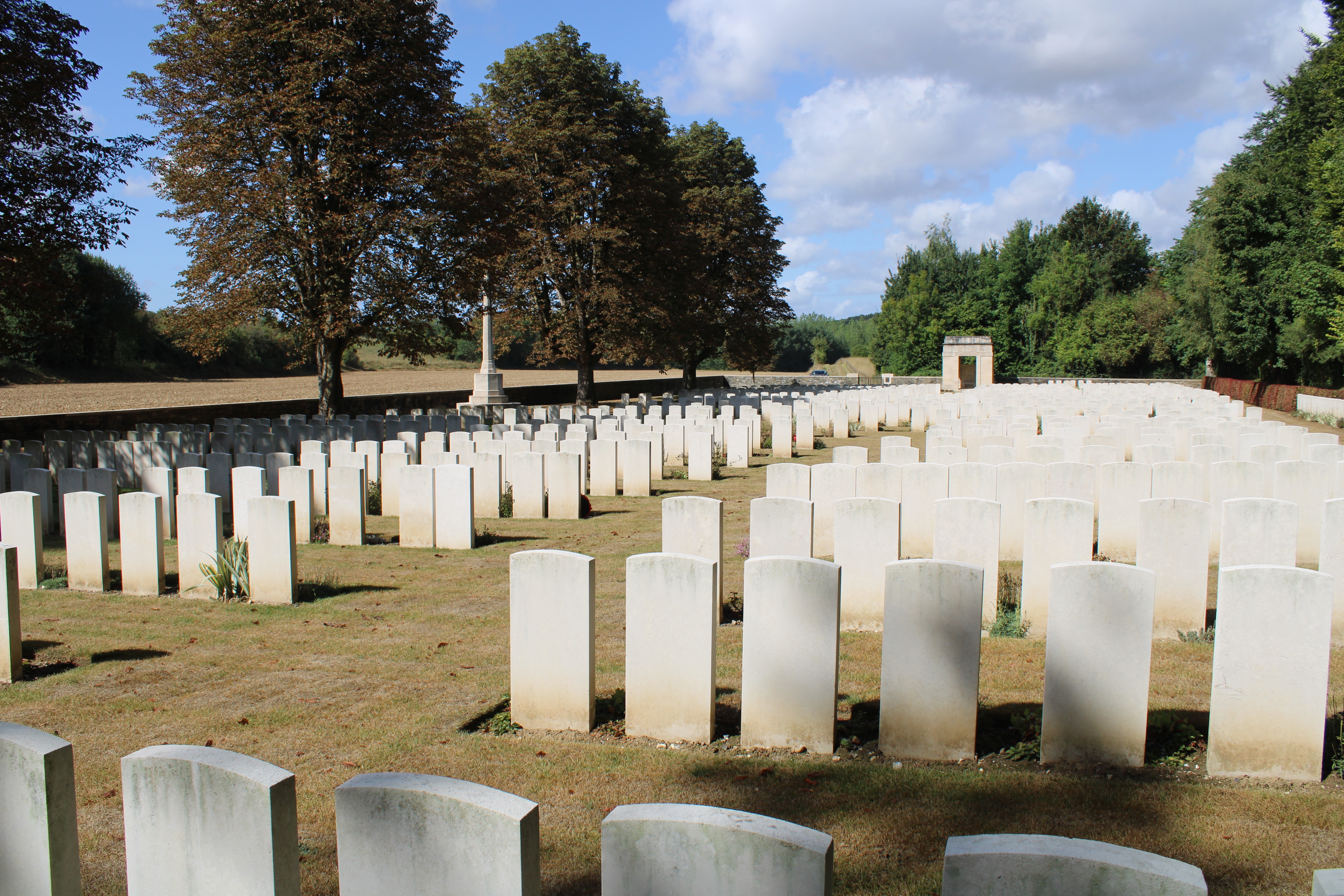
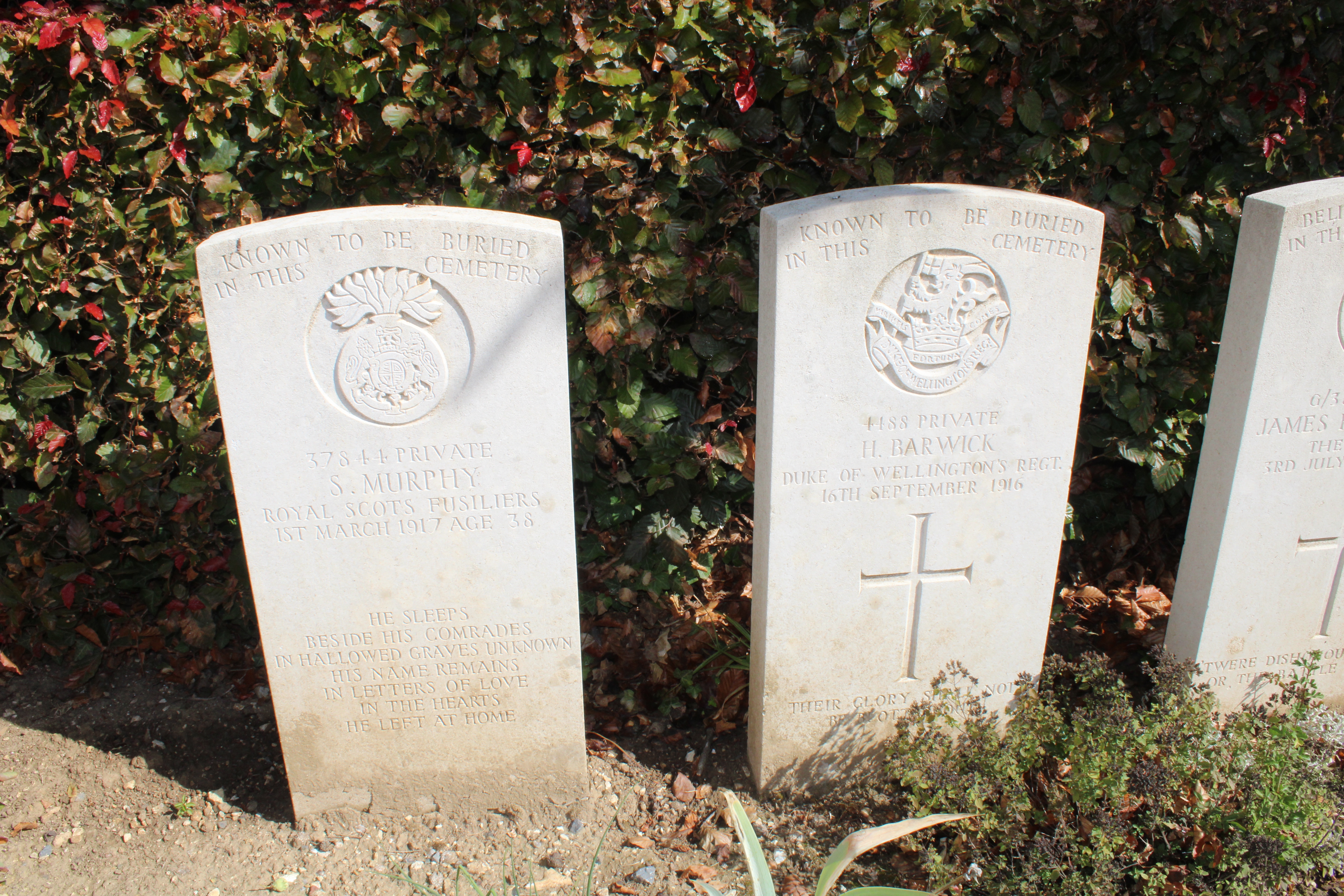
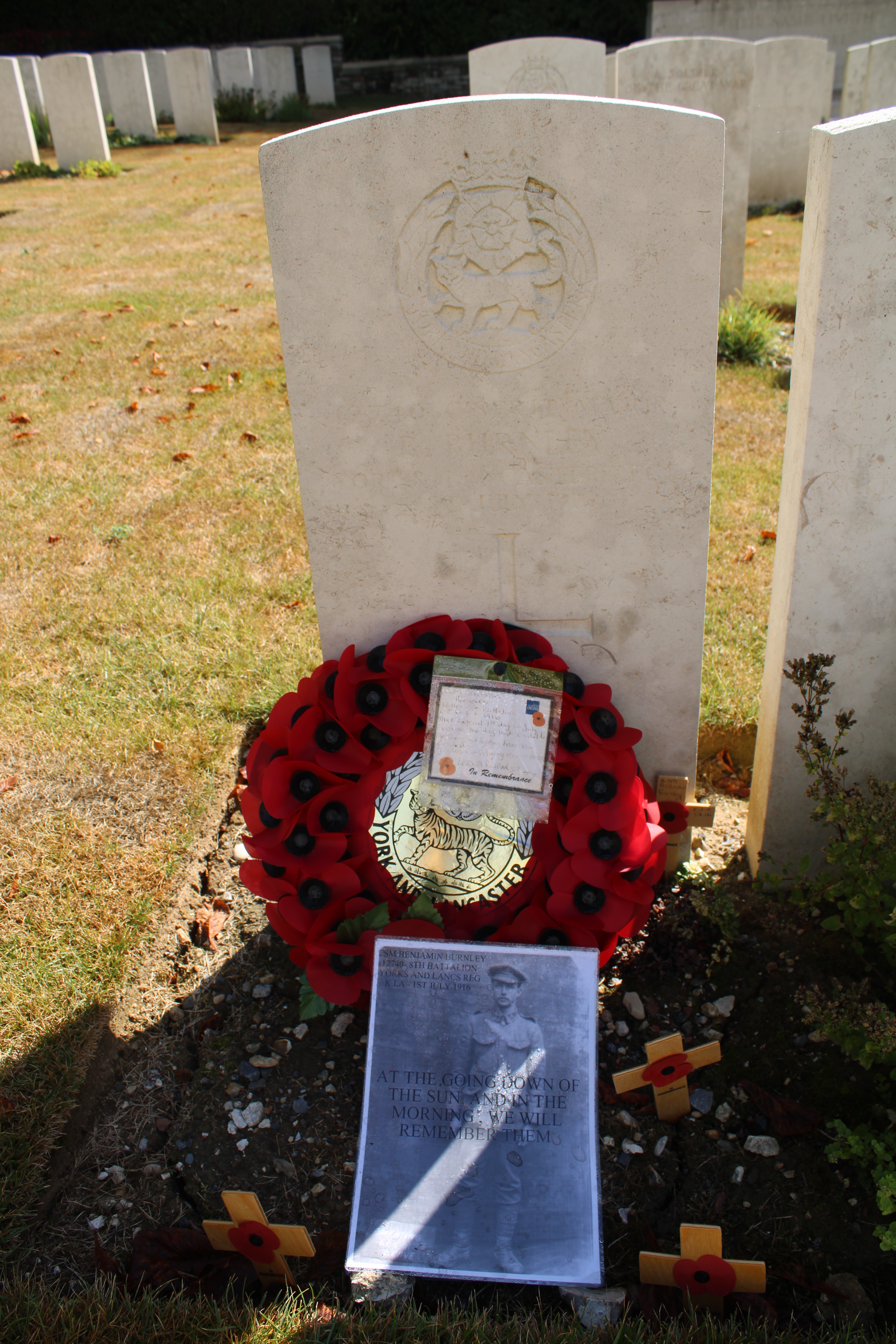

## Sépultures
| Pays        | Sépultures |
| ----------- | ---------- |
| Royaume-Uni | 1 022      |
| Australie   | 3          |
| Canada      | 1          |
| Total       | 1 026      |